# Johannes Wilhelm Goldschmidt
Johannes Wilhelm Goldschmidt, conegut com a Hans Goldschmidt, (18 de gener de 1861, Berlín, Prússia - 21 de maig de 1923, Baden Baden, Alemanya) fou un químic alemany conegut per haver descobert la reacció termita.

## Biografia
Goldschmidt fou alumne de Robert Bunsen. El seu pare, Theodor Goldschmidt, fou el fundador de l'empresa química Chemische Fabrik Th. Goldschmidt, que finalment passà a formar part de l'actual Degussa, i Hans i el seu germà Karl treballaren en l'empresa familiar durant molts d'anys.

## Obra

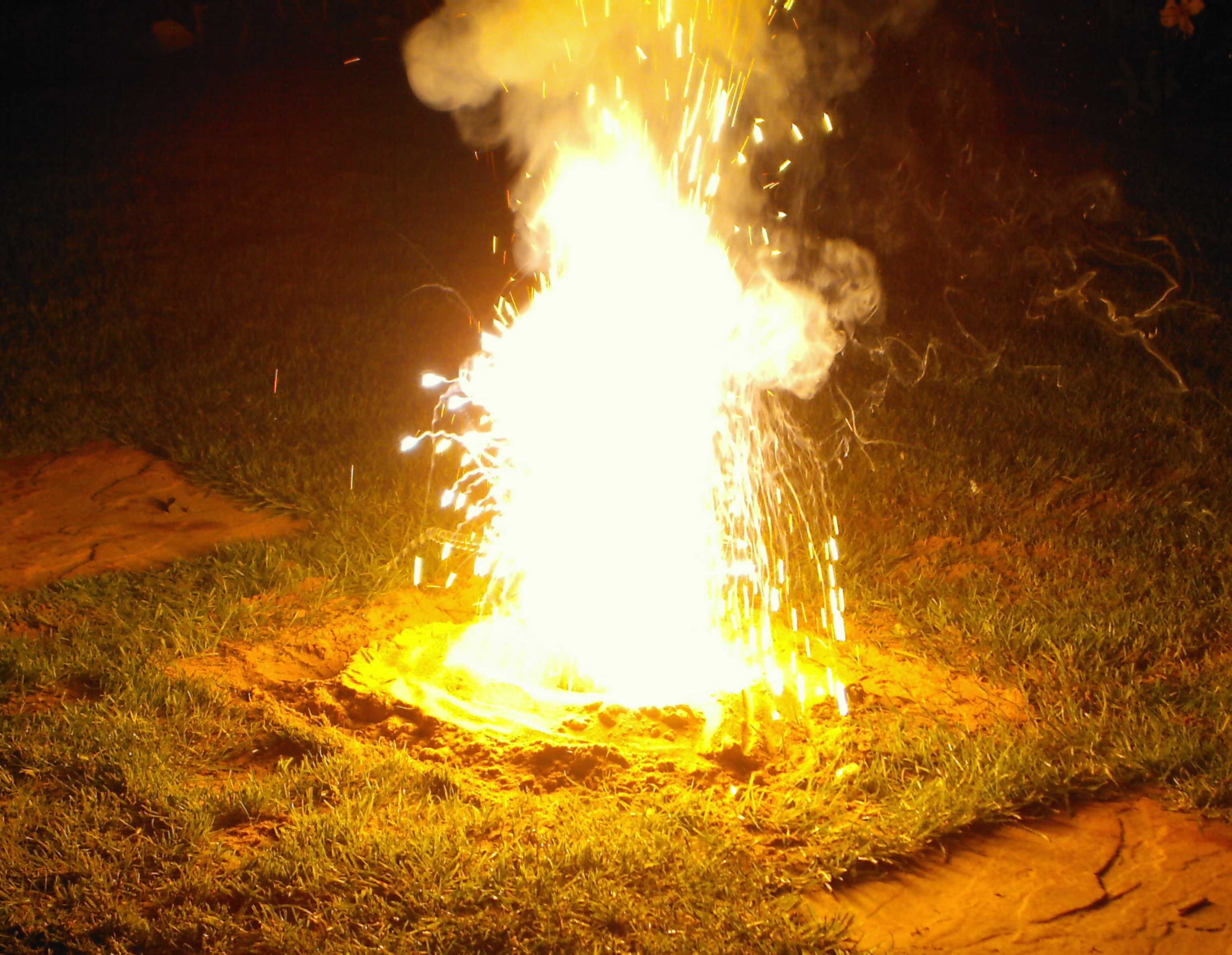
Reacció termita amb Fe₂O₃

Goldschmidt és reconegut com l'inventor de la termita i co-inventor de l'amalgama de sodi. La termita és una mescla que produeix una reacció extremadament exotèrmica, s'oxida alumini i es redueix òxid de ferro (III) o òxids d'altres metalls. S'empra en soldadura tèrmica. Aquest procés l'inventà el 1893, el patentà el 1895, i en publicà un extens document el 1898. L'amalgama de sodi és un aliatge de sodi i mercuri emprat en síntesi orgànica.